# Gavisse
Gavisse é uma comuna francesa na região administrativa de Grande Leste, no departamento de Mosela. Estende-se por uma área de 4,15 km². Em 2010 a comuna tinha 574 habitantes (densidade: 138,3 hab./km²).